# Prochoerodes nonangulata
Prochoerodes nonangulata är en fjärilsart som beskrevs av John Kern Strecker 1899. Prochoerodes nonangulata ingår i släktet Prochoerodes och familjen mätare. Inga underarter finns listade i Catalogue of Life.